# Гортъёль
Гортъёль — река в России, протекает по территории Вуктыльского округа в Республике Коми. Устье реки находится в 1106 км по правому берегу реки Печора. Длина реки составляет 14 км, площадь водосборного бассейна 30 км².
Исток реки находится в болотах в 22 км к востоку от города Вуктыл. Река течёт сначала на юго-запад, в среднем течении поворачивает на северо-запад. Всё течение проходит по ненаселённой, частично заболоченной тайге. Ширина реки на всём протяжении не превышает 10 метров.
Именованных притоков не имеет, впадает в Печору в урочище Гортъёль в 13 км к северо-востоку от Вуктыла.

## Данные водного реестра
По данным государственного водного реестра России относится к Двинско-Печорскому бассейновому округу, водохозяйственный участок реки — Печора от водомерного поста у посёлка Шердино до впадения реки Уса, речной подбассейн реки — бассейны притоков Печоры до впадения Усы. Речной бассейн реки — Печора.
Код объекта в государственном водном реестре — 03050100212103000061760.